# Teucholabis (Teucholabis) femorata
Teucholabis (Teucholabis) femorata is een tweevleugelige uit de familie steltmuggen (Limoniidae). De soort komt voor in het Oriëntaals gebied.